# ایوان استوانوویچ
ایوان استوانوویچ (صربی: Ivan Stevanović؛ زادهٔ ۲۴ ژوئن ۱۹۸۳) بازیکن فوتبال اهل صربستان بود.
از باشگاه‌هایی که در آن بازی کرده‌است می‌توان به باشگاه فوتبال سوشو، باشگاه فوتبال بئوگراد و باشگاه فوتبال پارتیزان اشاره کرد.
وی همچنین در تیم ملی فوتبال صربستان بازی کرده‌است.